# Station Antoing
Station Antoing is een spoorwegstation langs spoorlijn 78 (Doornik - Saint-Ghislain) in de stad Antoing. Men kan er kosteloos parkeren en er is een gratis fietsstalling. Van hier vertrok ook spoorlijn 88 (Antoing - Bléharies).
Sinds 28 juni 2013 zijn de loketten van dit station gesloten en is het een stopplaats geworden. Voor de aankoop van allerlei vervoerbewijzen kan men bij voorkeur terecht aan de biljettenautomaat die ter beschikking staat of via andere verkoopskanalen.

## Treindienst
| Serie       | Treinsoort          | Route                                                                                                   | Bijzonderheden                                            |
| ----------- | ------------------- | --- | --------------------------------------------------------- |
| IC 25       | Intercity (NMBS)    | Moeskroen – Doornik – Antoing – Bergen – Charleroi-Centraal – Namen – Luik-Guillemins – Herstal – Liers | Rijdt in het weekend tussen Moeskroen en Liers.           |
| L 4650      | L-trein (NMBS)      | Quévy – Bergen – [ Antoing – Doornik – Moeskroen ] / [ Quiévrain ]                                      | Rijdt in het weekend tussen Bergen en Quiévrain.          |
| P 7560/8560 | Piekuurtrein (NMBS) | Bergen – [ Quiévrain ] / [ Antoing – Doornik ]                                                          | Rijdt alleen op werkdagen.                                |
| P 7580/8580 | Piekuurtrein (NMBS) | Aat – Bergen – Antoing – Doornik                                                                        | Rijdt alleen op werkdagen. Een trein verder naar Doornik. |
| P 7860/8860 | Piekuurtrein (NMBS) | Bergen – [ Quiévrain ] / [ Antoing – Doornik ]                                                          | Rijdt alleen op werkdagen.                                |

## Reizigerstellingen
De grafiek en tabel geven het gemiddeld aantal instappende reizigers weer op een week-, zater- en zondag.
| Tabel: aantal instappende reizigers station Antoing | Tabel: aantal instappende reizigers station Antoing | Tabel: aantal instappende reizigers station Antoing | Tabel: aantal instappende reizigers station Antoing |
|                                                     | Weekdag                                             | Zaterdag                                            | Zondag                                              |
| --------------------------------------------------- | --------------------------------------------------- | --------------------------------------------------- | --------------------------------------------------- |
| 1977                                                | 362                                                 | 65                                                  | 77                                                  |
| 1978                                                | 449                                                 | 38                                                  | 88                                                  |
| 1979                                                | 403                                                 | 106                                                 | 90                                                  |
| 1980                                                | 219                                                 | -1                                                  | -                                                   |
| 1981                                                | 264                                                 | 41                                                  | 36                                                  |
| 1982                                                | 277                                                 | 49                                                  | 53                                                  |
| 1983                                                | 351                                                 | 71                                                  | 58                                                  |
| 1984                                                | 330                                                 | 86                                                  | 83                                                  |
| 1985                                                | 304                                                 | 99                                                  | 50                                                  |
| 1986                                                | 359                                                 | 93                                                  | 54                                                  |
| 1987                                                | 373                                                 | 92                                                  | 102                                                 |
| 1988                                                | 379                                                 | 128                                                 | 98                                                  |
| 1989                                                | 363                                                 | 99                                                  | 98                                                  |
| 1990                                                | 351                                                 | 127                                                 | 77                                                  |
| 1991                                                | 402                                                 | 122                                                 | 78                                                  |
| 1992                                                | 378                                                 | 133                                                 | 101                                                 |
| 1993                                                | 275                                                 | 88                                                  | 82                                                  |
| 1994                                                | 240                                                 | 104                                                 | 141                                                 |
| 1995                                                | 289                                                 | 91                                                  | 94                                                  |
| 1996                                                | 276                                                 | 96                                                  | 135                                                 |
| 1997                                                | 237                                                 | 84                                                  | 142                                                 |
| 1998                                                | 282                                                 | 81                                                  | 102                                                 |
| 1999                                                | 233                                                 | 77                                                  | 130                                                 |
| 2000                                                | 261                                                 | 117                                                 | 80                                                  |
| 2001                                                | 214                                                 | 70                                                  | 82                                                  |
| 2002                                                | 220                                                 | 66                                                  | 80                                                  |
| 2003                                                | 228                                                 | 67                                                  | 72                                                  |
| 2004                                                | 215                                                 | 72                                                  | 92                                                  |
| 2005                                                | 257                                                 | 60                                                  | 88                                                  |
| 2006                                                | 246                                                 | 102                                                 | 140                                                 |
| 2007                                                | 247                                                 | 126                                                 | 110                                                 |
| 2008                                                | -                                                   | -                                                   | -                                                   |
| 2009                                                | 259                                                 | 131                                                 | 98                                                  |
| 2010                                                | -                                                   | -                                                   | -                                                   |
| 2011                                                | -                                                   | -                                                   | -                                                   |
| 2012                                                | 248                                                 | 100                                                 | 121                                                 |
| 2013                                                | 197                                                 | 101                                                 | 102                                                 |
| 2014                                                | 266                                                 | 133                                                 | 175                                                 |
| 2015                                                | 260                                                 | 105                                                 | 138                                                 |
| 2016                                                | 352                                                 | 117                                                 | 141                                                 |
| 2017                                                | 300                                                 | 128                                                 | 142                                                 |
| 2018                                                | 269                                                 | 137                                                 | 133                                                 |
| 2019                                                | 293                                                 | 123                                                 | 107                                                 |
| 2020                                                | 222                                                 | 74                                                  | 88                                                  |
| 2021                                                | -                                                   | -                                                   | -                                                   |
| 2022                                                | 307                                                 | 152                                                 | 118                                                 |
| 2023                                                | 387                                                 | 174                                                 | 183                                                 |
| 2024                                                | 334                                                 | 122                                                 | 147                                                 |

0,0: Saint-Ghislain ·
2,6: Boussu-Haine ·
4,6: Hautrage ·
8,4: Ville-Pommerœul ·
11,1: Harchies ·
14,6: Blaton ·
16,5: Basècles-Groeven ·
20,3: Péruwelz ·
25,3: Callenelle ·
28,5: Maubray ·
32,5: Antoing ·
35,2: Vaulx ·
39,0: Doornik
0,0: Antoing ·
1,9: Péronnes ·
4,0: Hollain ·
7,8: Bléharies